# Sara Branham Matthews
Sara Branham Matthews, född Sara Branham 1888 i Oxford, Georgia i USA, och död 1962, var en amerikansk mikrobiolog och forskare. Hon är främst känd för sin upptäckt och isolering av bakterien Branhamella, idag kallad Moraxella catarrhalis, som orsakar spinal meningit (bakteriell hjärnhinneinflammation). Hon var gift med Philip S. Matthews.

## Biografi
Branham studerade, precis som sin mor och mormor, på Wesleyan College och tog en kandidatexamen i biologi 1907. Därefter undervisade hon i naturvetenskap på flickskolor i Sparta, Decatur och Atlanta under 10 år.
När behovet av mankraft blev stort under Första världskriget började hon 1917 undervisa i bakteriologi på University of Colorado Medical School. 1919 tog hon där en andra kandidatexamen i zoologi och kemi. För att kunna fortsätta sin forskarbana tog hon  senare en mastersexamen och avlade doktorsexamen i bakteriologi vid University of Chicago. Hon arbetade sedan på fakulteten i Chicago och på University of Rochester.

### Botemedel mot bakteriell hjärnhinneinflammation
1928, när Branham var 40 år, började hon arbeta på National Institutes of Health (NIH) i Bethesda, Maryland. Där studerade hon patogener och undersökte orsaker och botemedel för influensa. Snart kom hon också att undersöka salmonella -, shigella, och difteritoxiner och blev en expert på kemoterapi av bakteriell meningit. På NIH hittade hon en behandling för bakteriell hjärnhinneinflammation. Branham var den första att isolera meningokockerna, den mikroorganism som orsakar hjärnhinneinflammation. Branham arbetade också med antitoxiner mot difteri, dysenteri och papegojsjuka.
Branham blev principal bacteriologist 1950 och tjänstgjorde som chef för avdelning för bakterietoxiner vid avdelningen för biologiska standarder fram till sin pensionering 1958.